# Monestir d'El Escorial
El monestir d'El Escorial o monestir de San Lorenzo de El Escorial (en castellà Real Monasterio de San Lorenzo de El Escorial) és una residència històrica de la Família Reial Espanyola. És un gran complex monumental que inclou el monestir i la basílica, el palau reial, el museu i la biblioteca. És també el lloc d'enterrament dels monarques espanyols. La seva titularitat i administració correspon a l'ens Patrimoni Nacional, que gestiona els béns de l'Estat al servei de la Corona. Ubicat al municipi de San Lorenzo de El Escorial, a la comunitat autònoma de Madrid, es troba a 45 quilòmetres de la capital espanyola. El topònim sembla provenir d'uns antics dipòsits d'escòria ubicats a la població d'El Escorial, pròxima al monestir.
El palau va ser residència de la Família reial espanyola, la basílica és lloc de sepultura dels Rei d'Espanya i el monestir –fundat per monjos de l'Orde de Sant Jeroni – està ocupat actualment per frares de l'Orde de Sant Agustí. És una de les arquitectures més singulars renaixentistes d'Espanya i d'Europa. Situat a Sant Lorenzo de El Escorial, ocupa una superfície de 33 m², sobre el vessant meridional del Mont Abantos, a 1028 d'altitud, a la serra de Guadarrama.
Conegut també com Monestir de Sant Llorenç El Real, o, senzillament, L'Escorial, va ser ideat a la segona meitat del segle segle xvi pel rei  Felip II i el seu arquitecte Juan Bautista de Toledo, encara que posteriorment van intervenir Juan de Herrera, Juan de Minjares, Giovanni Battista Castello El Bergamasc i Francisco de Mora. El rei va concebre un gran complex multifuncional, monacal i palatí que, plasmat per Joan Baptista de Toledo segons el paradigma de la Traça Universal, va donar origen a l'arquitectura herreriana.
Va ser considerat, des de finals del segle segle xvi, la Vuitena Meravella del Món, tant per la seva grandària i complexitat funcional com pel seu enorme valor simbòlic. La seva arquitectura va marcar el pas del plateresc renaixentista al classicisme desornamentat. Obra ingent, de gran monumentalitat, és també un receptacle de les altres arts. Les seves pintures, escultures, cantorals, pergamins, ornaments litúrgics i altres objectes sumptuaris, sacres i àulics fan que El Escorial sigui també un museu. La seva complexa iconografia i iconologia ha merescut les interpretacions més variades d'historiadors, admiradors i crítics. L'Escorial és la cristal·lització de les idees i de la voluntat del seu impulsor, el rei Felip II, un príncep renaixentista.
El 2 de novembre de 1984 fou declarat Patrimoni de la Humanitat per la UNESCO. El conjunt monumental rep més de 500.000 visitants a l'any.

## Localització i funció
Situat al mont Abantos, a la Serra de Guadarrama, aquest monumental complex fou construït per ordre del rei Felip II d'Espanya per tal de commemorar la Batalla de Sant Quintí, en la qual les seves tropes s'imposaren a les del rei Enric II de França, el dia 10 d'agost de 1557 a les proximitats de París a la localitat de Saint-Quentin.
En un primer moment, el monestir tenia la voluntat de servir com a Panteó Reial on enterrar-hi els reis Carles I d'Espanya i la seva esposa, Isabel de Portugal, així com els descendents del monarca. Tanmateix, Felip II hi va fixar la seva residència.
La forma amb què es construí el monestir, de graella, ha provocat que tradicionalment es parlés que es va fer en honor de Sant Llorenç, martiritzat pels romans en una graella i del qual se celebra la seva festivitat el dia 10 d'agost, dia en què va tenir lloc la Batalla de Sant Quintí.

## L'edifici
El monestir es divideix, principalment, en les següents estances:

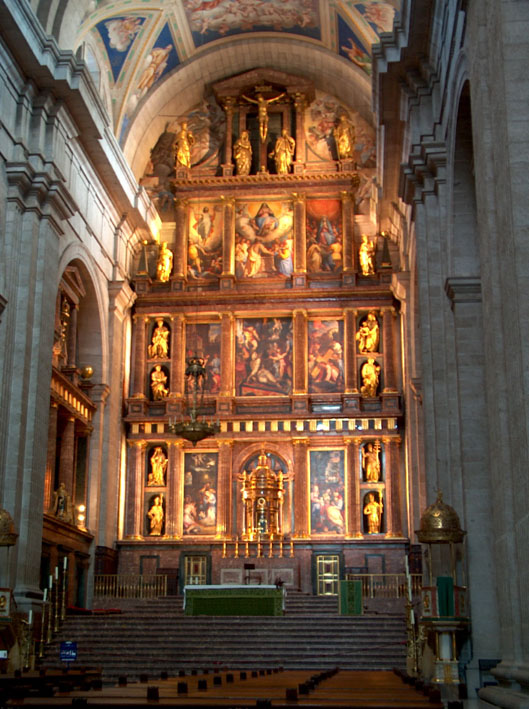
Retaule dins la basílica

Basílica: peça central de l'organigrama del Monestir al voltant del qual s'organitzen les dependències restants.
Palau de Felip II: format per una sèrie d'estances decorades amb austeritat. Fou residència de Felip II. Està situat al costat de l'altar major de la basílica, la qual cosa permetia al monarca seguir la missa des de les seves habitacions.
Biblioteca: projectada per l'arquitecte Juan de Herrera. Els frescos de les voltes foren pintats per Pellegrino Tibaldi. La biblioteca posseeix més de 40.000 volums d'extraordinari valor, molts dels quals van pertànyer a les biblioteques privades dels Àustries espanyols.
Sala de Batalles: sala on s'exposen a través de frescos les principals batalles guanyades per l'exèrcit espanyol als camps de batalla europeus.
Sales capitulars: espais on els monjos del monestir celebren els seus capítols.
Pinacoteca: està formada per col·leccions reials de pintura italiana, castellana, alemanya i flamenca dels segles xv, xvi i xvii.

### Panteons reials

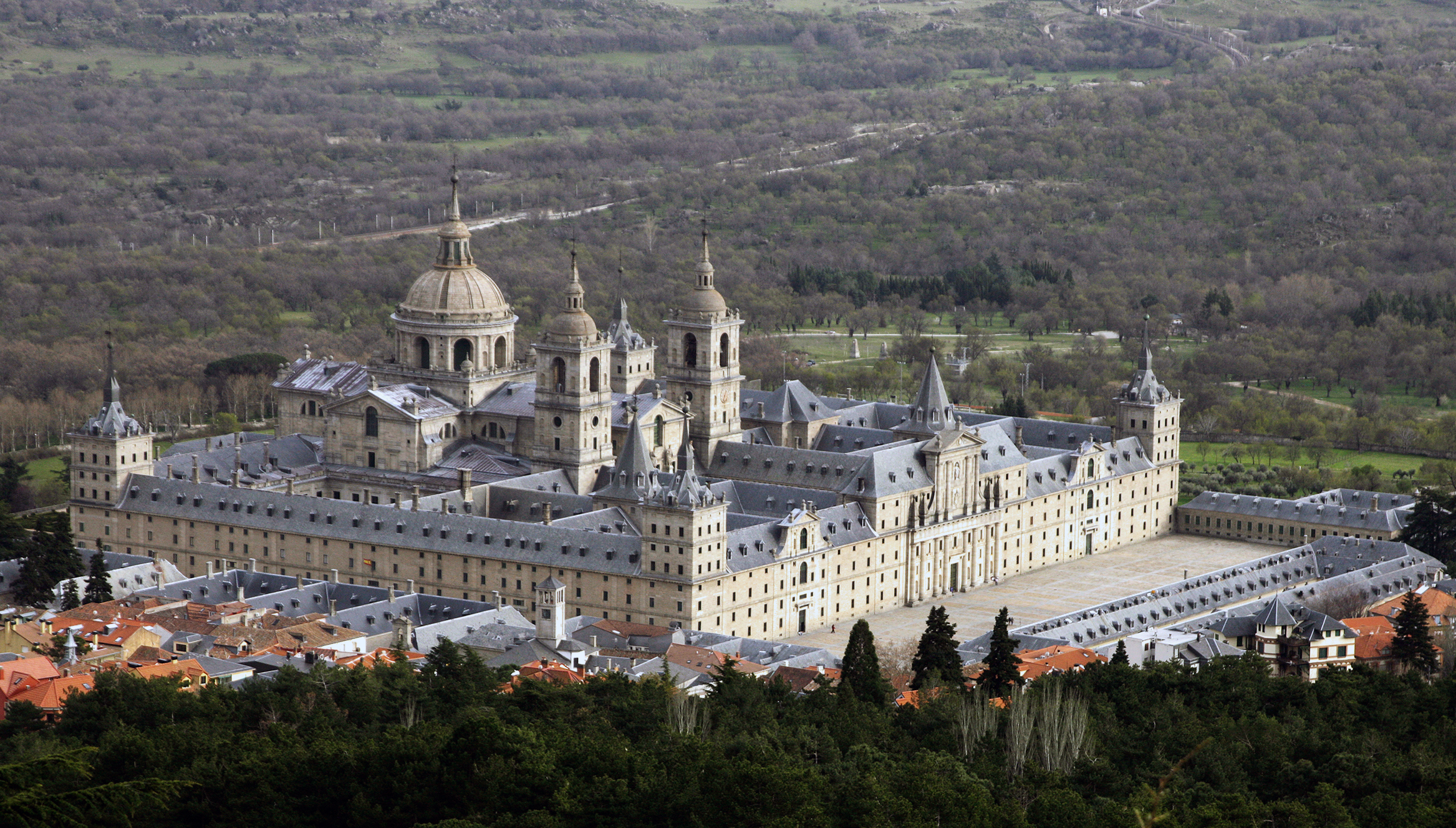
Vista del Monestir de l'Escorial

La Cripta Reial, coneguda també com a Panteó dels reis, fou construïda per Juan Gómez de Mora segons els plànols de Gianbattista Crescenzi. Consta de 26 sepulcres de marbre. A banda de la cripta, l'estança està formada per un podrimener, sala on s'ubiquen els cossos per espai d'anys i es deixen descompondre.
A excepció dels reis Felip V d'Espanya i de la seva muller, la reina Isabel Farnese (enterrats a La Granja de San Ildefonso), Ferran VI d'Espanya i la reina Maria Bàrbara de Bragança (enterrats al Convent de las Salesas Reales de Madrid), Josep I d'Espanya (a Els Invàlids de París) i Amadeu I d'Espanya (a la Basílica de Superga, prop de Torí), tots els monarques espanyols des de l'any 1504 descasen en aquesta cripta. Actualment es troben al podrimener els cossos de la reina Victòria Eugènia de Battenberg i dels comtes de Barcelona (Joan de Borbó i Maria de la Mercè de Borbó), amb la qual cosa la Cripta quedarà completa.
També hi reposen les restes de les reines consorts mares de rei. A més de l'únic rei consort que ha tingut Espanya, Francesc d'Assís de Borbó, espòs d'Isabel II.
Reis d'Espanya soterrats al Panteó

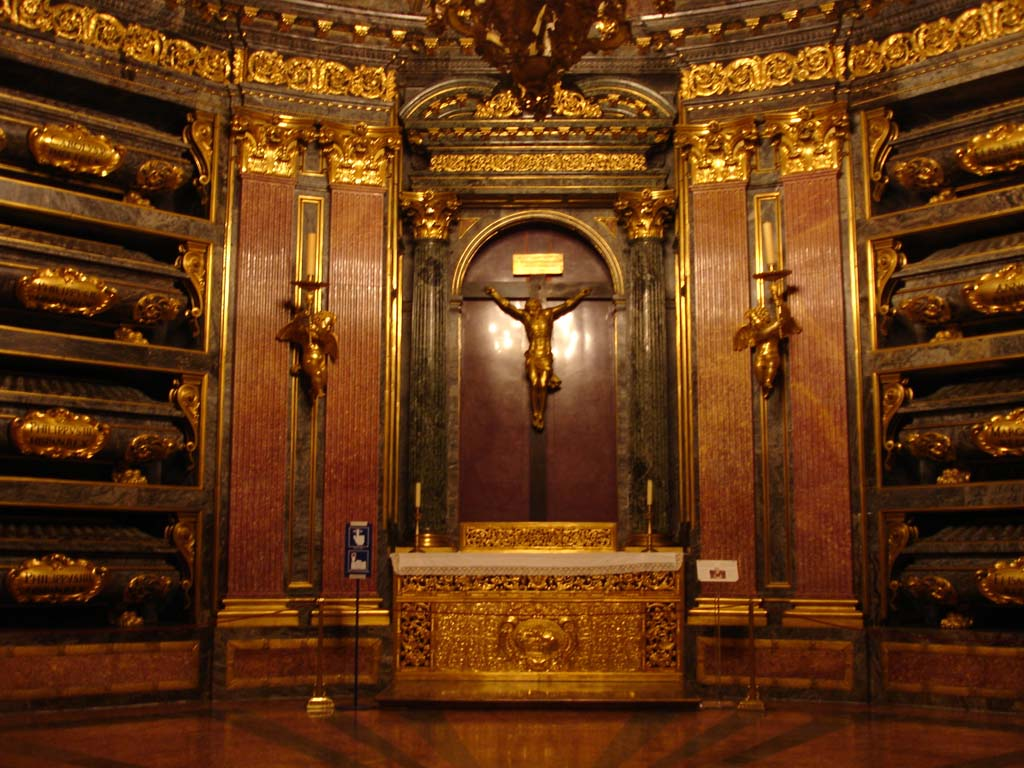
Altar i sepulcres del Panteó Reial

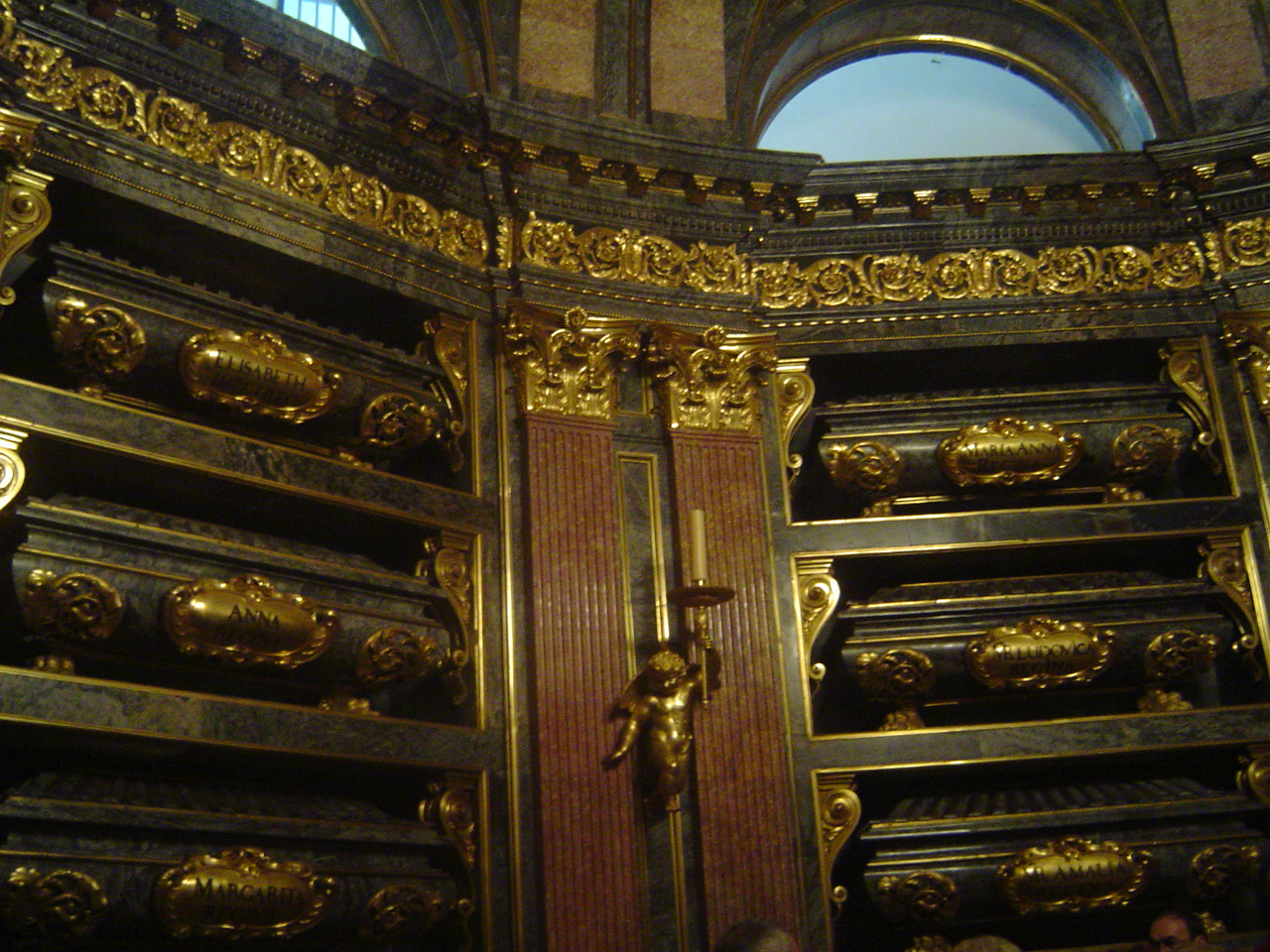
Sepulcres de reines

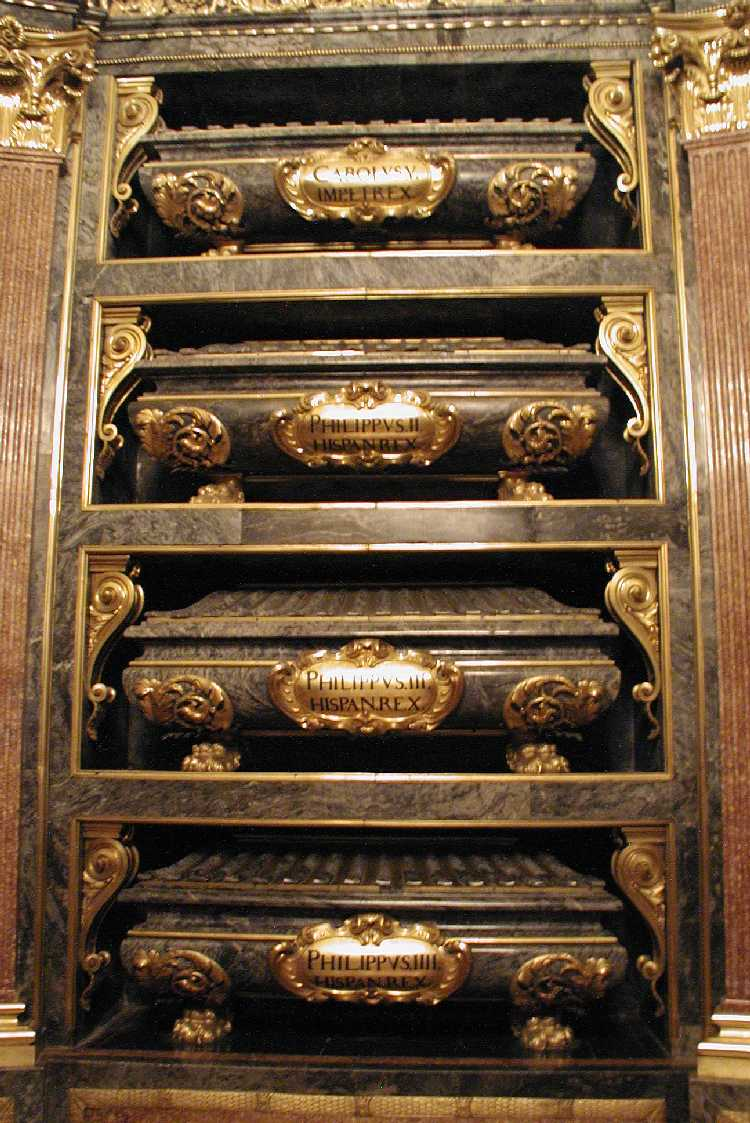
Carles I i Felip II, III i IV

1. Isabel de Portugal i d'Aragó (4/10/1503 - 1/5/1539) – (Esposa del rei Carles I).
2. Carles I, rei (24/2/1500 - 21/9/1558).
3. Anna d'Àustria, reina d'Espanya (2/11/1549 - 26/10/1580) – (Quarta esposa del rei Felip II).
4. Felip II, rei (21/5/1527 - 13/9/1598).
5. Margarida d'Àustria, reina d'Espanya (25/12/1584 - 3/10/1611) – (Esposa del rei Felip III).
6. Felip III, rei (14/4/1578 - 31/1/1621).
7. Isabel de Borbó, reina d'Espanya (22/1/1602 - 6/10/1644) – (Primera esposa del rei Felip IV).
8. Felip IV, rei (8/4/1605 - 17/9/1665).
9. Maria Anna d'Àustria, reina d'Espanya (24/12/1635 - 16/5/1696) – (Segona esposa del rei Felip IV).
10. Carles II, rei (6/11/1661 - 1/11/1700).
11. Lluís I, rei d'Espanya (25/8/1707 - 31/8/1724).
12. Maria Amàlia de Saxònia, reina d'Espanya (24/11/1724 - 27/9/1760) – (Esposa del rei Carles III).
13. Maria Lluïsa Gabriela de Savoia, reina d'Espanya (1688 - 1714) – (Primera esposa del rei Felip V).
14. Carles III, rei d'Espanya (20/1/1716 - 14/12/1788).
15. Maria Lluïsa de Borbó-Parma, reina d'Espanya (9/12/1751 - 2/1/1819) – (Esposa del rei Carles IV).
16. Carles IV, rei d'Espanya (12/11/1748 - 19/1/1819).
17. Ferran VII, rei d'Espanya (14/10/1784 - 29/9/1833).
18. Maria Cristina de Borbó-Dues Sicílies, reina d'Espanya (27/4/1806 - 22/8/1878) – (Quarta esposa del rei Ferran VII).
19. Alfons XII, rei d'Espanya (28/11/1857 - 25/11/1885).
20. Francesc d'Assís de Borbó, rei consort d'Espanya (13/5/1822 - 16/4/1902) – (Espòs de la reina Isabel II).
21. Isabel II, reina d'Espanya (10/10/1830 - 9/4/1904).
22. Maria Cristina d'Habsburg-Lorena, reina d'Espanya (21/7/1858 - 6/2/1929) – (Segona esposa del rei Alfons XII).
23. Alfons XIII, rei d'Espanya (17/5/1886 - 28/2/1941).
24. Victòria Eugènia de Battenberg, reina d'Espanya (24/10/1887 - 15/4/1969) – (Esposa del rei Alfons XIII) encara al podrimener; en rigor, no ha estat mare de rei.
25. Joan de Borbó, comte de Barcelona (20/6/1913 - 1/4/1993) – (Pare del rei Joan Carles I). No regnà mai, encara que va retenir els drets dinàstics durant la dictadura del general Franco.
26. Maria de la Mercè de Borbó-Dues Sicílies, comtessa de Barcelona (consort) (23/12/1910 - 2/1/2000) – (Mare del rei Joan Carles I).

### Panteó d'infants
Acabat de construir el 1888, està destinat a prínceps, infants i reines que no han estat mares de reis. És remarcable el de l'infant Joan d'Habsburg i Blomberg. Hi ha ocupats 36 dels 60 nínxols que té. Entre les persones soterrades, hi ha:

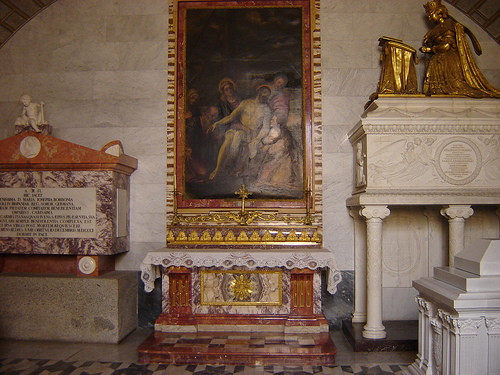
Panteó d'Infants a l'Escorial.

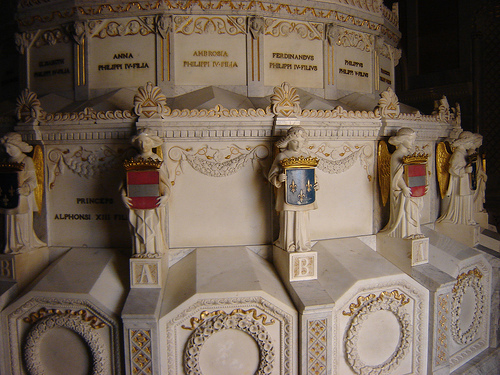
Mausoleu poligonal dels nens a la sisena cambra del Panteó d'Infants.

1. Maria de Portugal, Princesa d'Astúries (15/10/1527 - 12/7/1545) – (Primera esposa del rei Felip II).
2. Elionor d'Habsburg, reina de Portugal (15/11/1498 - 18/2/1558) – (Esposa del rei Manuel I de Portugal).
3. Maria d'Habsburg, reina d'Hongria i Bohèmia (15/9/1505 - 18/10/1558) – (Esposa del rei Lluís II d'Hongria i Bohèmia).
4. Don Carles, príncep d'Astúries (8/6/1545 - 24/7/1568) – (fill del rei Felip II).
5. Isabel de Valois, reina d'Espanya (2/4/1545 - 3/10/1568) – (Tercera esposa del rei Felip II).
6. Don Joan d'Àustria (24/2/1547 - 1/10/1578) – (fill natural del rei Carles I).
7. Felip Manuel, de Savoia, príncep del Piemont (1586 - 1605) – (fill del duc Carles Emmanuel de Savoia).
8. príncep Filibert de Savoia (1588 - 1624) – (fill del duc Carles Emmanuel de Savoia).
9. Infant Ferran, Cardenal (16/5/1609 - 9/11/1641), governador dels Països Baixos i virrei de Catalunya – (fill del rei Felip III).
10. Infant Baltasar Carles (17/10/1629 - 9/3/1646) – (fill del rei Felip IV).
11. Joan Josep d'Àustria (7/4/1629 - 17/9/1679) – (fill natural del de rei Felip IV).
12. Maria Lluïsa d'Orleans, reina d'Espanya (27/3/1662 - 12/2/1689) – (Primera esposa del rei Carles II).
13. Marianna del Palatinat-Neuburg, reina d'Espanya (28/10/1667 - 16/7/1740) – (Segona esposa del rei Carles II).
14. Infant Lluís, arquebisbe de Toledo (25/7/1727 - 7/8/1785) – (fill del rei Felip V).
15. Infant Gabriel de Borbó (12/5/1752 - 23/11/1788) – (fill del rei Carles III).
16. Lluís I d'Etrúria, príncep de Parma, rei d'Etrúria (5/8/1773 - 27/5/1803) – (Espòs de la Infanta Maria Lluïsa).
17. Maria Antonia de Nàpols i Sicília, reina d'Espanya (14/12/1784 - 21/5/1806) – (Primera esposa del rei Ferran VII).
18. Maria Isabel de Portugal, reina d'Espanya (19/5/1797 - 26/12/1818) – (Segona esposa del rei Ferran VII).
19. Maria Lluïsa, reina d'Etrúria (6/7/1782 - 13/3/1824) – (Filla del rei Carles IV).
20. Maria Josepa de Saxònia, reina d'Espanya (6/12/1803 - 17/5/1829) – (Tercera esposa del rei Ferran VII).
21. Infant Francesc de Paula de Borbó, duc de Cadis (10/3/1794 - 13/8/1865) – (fill del rei Carles IV).
22. Príncep Antoni d'Orleans, duc de Montpensier (31/7/1824 - 4/2/1890) – (fill del rei Lluís Felip I de França).
23. Infanta Lluïsa Ferranda (30/1/1832 - 2/2/1897) – (Esposa del príncep Antoni d'Orleans).
24. Infanta Maria Cristina (5/6/1833 - 19/1/1902) – (Filla de Francesc de Paula de Borbó, duc de Cadis).
25. Infanta Maria de la Mercè, Princesa d'Astúries (11/9/1880 - 17/10/1904) – (Filla del rei Alfons XII).
26. Infant Gonçal (24/10/1914 - 13/8/1934) – (fill del rei Alfons XIII).
27. Alfons, príncep d'Astúries (10/5/1907 - 6/9/1938) – (fill del rei Alfons XIII).
28. Infant Alfons (3/10/1941 - 29/3/1956) – (Germà de rei Joan Carles I).
29. Infanta Eulàlia (12/2/1864 - 8/3/1958) – (Filla de la reina Isabel II).
30. Infant Jaume, duc de Segòvia (23/6/1908 - 20/3/1975) – (fill del rei Alfons XIII).

## Rodalies
Molt a prop del cos central del Monestir hom pot localitzar la Caseta del Príncep, destinada al futur rei Carles IV d'Espanya, i la Caseta de l'Infant, destinada a l'infant Gabriel d'Espanya; i que foren dissenyades a la dècada de 1770 per l'arquitecte Juan de Villanueva.